# フリードリッヒ・アントン・ヴィルヘルム・ミクェル

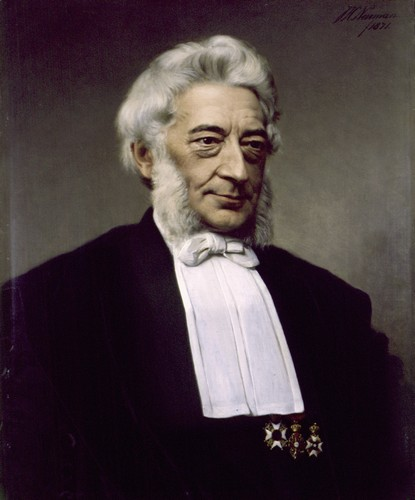
Friedrich Anton Wilhelm Miquel

フリードリッヒ・アントン・ヴィルヘルム・ミクェル（オランダ語: Friedrich Anton Wilhelm Miquel、1811年10月24日 - 1871年1月23日）は、オランダの植物学者である。主にオランダ領東インドの植物について研究した。

## 略歴
現在はドイツ領のノイエンハウスに生まれた。フローニンゲン大学で医学を学び1833年に博士号を取得した。アムステルダムの病院で医師として働き始めた後、1835年からロッテルダムの医学校で医学を教えた。1846年から1859年の間、アムステルダム大学の植物学の教授、1859年から1871年まで、ユトレヒト大学の植物学の教授を務めた。1862年からライデンの王立標本館（オランダ国立植物標本館）の館長を務めた。スウェーデン王立科学アカデミーの外国人会員に選出された。
植物分類学の分野で働き、オランダ植民地などの植物を研究した。海外へ採集旅行にでることは無かったが、オーストラリアやインドの植物の大規模な標本の知識をもとに、多くの種や属の記載を行った。7,000あまりの記載論文を発表した。ハインリヒ・ゲッパート(Heinrich Göppert)とともに古植物学の研究も行った。ファン・ブレダ（Jacob Gijsbertus Samuël van Breda）、ペーター・ハルティンク、スタリング（Winand Staring）とともにも、最初のオランダの地質図の作成に貢献した。
1871年に王立標本館の館長の職をスリンガー (Willem Frederik Reinier Suringar)に譲り、ユトレヒト大学の植物学者のために基金を創設した。 
イネ科の属名、Miquelia（Garnotiaのシノニム）に献名された。

## 主な著作
- Genera Cactearum, Rotterdam, 1839
- Monographia Cycadearum, Utrecht, 1842
- Systema Piperacearum, Rotterdam,1843-1844
- Illustrationes Piperacearum, Bonn, 1847
- Cycadeae quaedam Americanae, partim novae. Amsterdam, 1851.
- Flora Indiae batavae, Amsterdam, 1855-1859
- Leerboek der Artensij-Gewassen, Utrecht, 1859
- De Palmis Archipelagi Indici observationes novae. Amsterdam, 1868.